# Équipe de Belgique de football en 1975
Maillots
Chronologie
Saison précédente Saison suivante
L'équipe de Belgique de football dispute en 1975 les éliminatoires du Championnat d'Europe.

## Objectifs
Les Diables Rouges visent à réitérer leur performance de l'édition 1972 où ils ont décroché la 3e place et espèrent atteindre les demi-finales de l'Euro 1976 pour la deuxième fois consécutive. À cet effet, ils doivent tout d'abord s'extirper d'un groupe relevé qui compte également l'Allemagne de l'Est et la France.

## Résumé de la saison
Après ces deux participations encourageantes à des tournois internationaux, la Belgique entame les qualifications pour la Coupe du monde 1974 avec confiance. Les joueurs terminent invaincus sans encaisser le moindre but mais sont toutefois devancés à la différence de buts par les Pays-Bas, avec qui ils ont partagé deux fois (0-0), et sont donc éliminés alors que les Pays-Bas seront finalistes du Mondial. La Belgique confirme ses bonnes performances lors des éliminatoires de l'Euro 1976, en terminant en tête de leur groupe devant la RDA, la France et l'Islande. Ils sont ensuite sèchement battus par les Pays-Bas en quart de finale (5-0) et (1-2). Les Belges sont une nouvelle fois opposés à leurs voisins bataves lors des qualifications pour la Coupe du monde 1978. Le résultat final est identique, les Néerlandais remportant le groupe haut la main.

## Bilan de l'année
La première partie de l'objectif est atteinte, les Belges terminent premiers de leur poule et devront affronter les Pays-Bas en quarts de finale.

### Championnat d'Europe 1976

#### Éliminatoires (Groupe 7)
| Rang | Équipe             | Pts | J | G | N | P | Bp | Bc | Diff |  | Résultats (▼ dom., ► ext.) |     |     |     |     |
| ---- | ------------------ | --- | - | - | - | - | -- | -- | ---- |  | -------------------------- | --- | --- | --- | --- |
| 1    | Belgique           | 8   | 6 | 3 | 2 | 1 | 6  | 3  | +3   |  | Belgique                   |     | 1-2 | 2-1 | 1-0 |
| 2    | Allemagne de l'Est | 7   | 6 | 2 | 3 | 1 | 8  | 7  | +1   |  | Allemagne de l'Est         | 0-0 |     | 2-1 | 1-1 |
| 3    | France             | 5   | 6 | 1 | 3 | 2 | 7  | 6  | +1   |  | France                     | 0-0 | 2-2 |     | 3-0 |
| 4    | Islande            | 4   | 6 | 1 | 2 | 3 | 3  | 8  | -5   |  | Islande                    | 0-2 | 2-1 | 0-0 |     |

- Sélection qualifiée pour les quarts de finale de l'Euro 1976

## Les matchs
| Match amical                                                   | Belgique               | 1 - 0   | Pays-Bas | Bosuilstadion Deurne, Belgique               |                                              |
| 30 avril 1975 · 20:00 heure locale · Historique des rencontres | Lambert 78e            | (0 – 0) |          | Spectateurs : 15 155 Arbitrage : Jack Taylor | Spectateurs : 15 155 Arbitrage : Jack Taylor |
| 30 avril 1975 · 20:00 heure locale · Historique des rencontres | Rapport (RBFA) Rapport |         |          | Spectateurs : 15 155 Arbitrage : Jack Taylor | Spectateurs : 15 155 Arbitrage : Jack Taylor |

| Championnat d'Europe 1976 Éliminatoires - Groupe 7                | Belgique               | 1 - 0   | Islande | Stade Maurice Dufrasne Liège, Belgique                |                                                       |
| 6 septembre 1975 · 20:00 heure locale · Historique des rencontres | Lambert 43e            | (1 – 0) |         | Spectateurs : 9 371 Arbitrage : Henning Lund-Sørensen | Spectateurs : 9 371 Arbitrage : Henning Lund-Sørensen |
| 6 septembre 1975 · 20:00 heure locale · Historique des rencontres | Rapport (RBFA) Rapport |         |         | Spectateurs : 9 371 Arbitrage : Henning Lund-Sørensen | Spectateurs : 9 371 Arbitrage : Henning Lund-Sørensen |

| Championnat d'Europe 1976 Éliminatoires - Groupe 7                 | Belgique               | 1 - 2   | Allemagne de l'Est     | Stade Emile Versé Anderlecht, Belgique          |                                                 |
| 27 septembre 1975 · 20:00 heure locale · Historique des rencontres | Puis 60e               | (0 – 0) | Ducke 51e · Häfner 70e | Spectateurs : 17 281 Arbitrage : Nicolae Rainea | Spectateurs : 17 281 Arbitrage : Nicolae Rainea |
| 27 septembre 1975 · 20:00 heure locale · Historique des rencontres | Rapport (RBFA) Rapport |         |                        | Spectateurs : 17 281 Arbitrage : Nicolae Rainea | Spectateurs : 17 281 Arbitrage : Nicolae Rainea |

| Championnat d'Europe 1976 Éliminatoires - Groupe 7                | France     | 0 - 0                  | Belgique | Parc des Princes Paris, France                |                                               |
| 15 novembre 1975 · 20:30 heure locale · Historique des rencontres |            | (0 – 0)                |          | Spectateurs : 35 547 Arbitrage : Bob Davidson | Spectateurs : 35 547 Arbitrage : Bob Davidson |
| 15 novembre 1975 · 20:30 heure locale · Historique des rencontres | Larqué 67e | Rapport (RBFA) Rapport |          | Spectateurs : 35 547 Arbitrage : Bob Davidson | Spectateurs : 35 547 Arbitrage : Bob Davidson |

## Les joueurs
| Joueurs               | Joueurs              | Amical | QCE 1976 | QCE 1976 | QCE 1976 |
| --------------------- | -------------------- | ------ | -------- | -------- | -------- |
| Gardiens de but       |                      |        |          |          |          |
| Christian Piot        | Standard de Liège    | 90     | 90       | 90       | 90       |
| Guy Léonard           | KV Malines           | r      | r        | r        |          |
| Jean-Marie Pfaff      | SK Beveren-Waes      |        |          |          | r        |
| Défenseurs            |                      |        |          |          |          |
| Gilbert Van Binst     | RSC Anderlechtois    | 90     | 90       |          | 90       |
| Erwin Vandendaele     | RSC Anderlechtois    | 90     |          | 90       | 90       |
| Nico Dewalque         | Standard de Liège    | 90     | 90       | 90       | r        |
| Xavier Caers          | Royal Antwerp FC     | 78e,   |          |          |          |
| Hugo Broos            | RSC Anderlechtois    | r      | 90       |          |          |
| Maurice Martens       | RWD Molenbeek        |        | 90       | 90       |          |
| Gérard Desanghere     | RWD Molenbeek        |        | r        |          |          |
| Eric Gerets           | Standard de Liège    |        |          | 90       | r        |
| Michel Renquin        | Standard de Liège    |        |          | r        |          |
| Georges Leekens       | Club Bruges KV       |        |          |          | 90       |
| Milieux               |                      |        |          |          |          |
| Wilfried Van Moer     | Standard de Liège    | 90     |          |          |          |
| Ludo Coeck            | RSC Anderlechtois    | 90     | 61e      | 90 35e   | 90       |
| Julien Cools          | Club Bruges KV       | 90     | 90       | 90       | 90       |
| François Van Der Elst | RSC Anderlechtois    | 90     | r        |          |          |
| Jean Dockx            | RSC Anderlechtois    | 78e    |          | r        | 90       |
| Jan Verheyen          | Union Saint-Gilloise | r      | 61e      |          | 90       |
| Odilon Polleunis      | RWD Molenbeek        |        | 90       | 76e      |          |
| René Vandereycken     | Club Bruges KV       |        |          |          | 90       |
| Paul Courant          | RFC Liégeois         |        |          |          | r        |
| Attaquants            |                      |        |          |          |          |
| Raoul Lambert         | Club Bruges KV       | 90     | 90       |          | 78e      |
| Jacques Teugels       | RWD Molenbeek        | 90     | 90       | 90       | 78e      |
| Johan Devrindt        | KSC Lokeren          | r      | 90       | 90       |          |
| Frans Janssens        | K Lierse SK          |        | r        | r        |          |
| Wilfried Puis         | KSC Lokeren          |        |          | 90       |          |
| Jean Janssens         | SK Beveren-Waes      |        |          | 76e      |          |
| Roger Van Gool        | Club Bruges KV       |        |          |          | 90       |

Un « r » indique un joueur qui était parmi les remplaçants mais qui n'est pas monté au jeu.
1. 1 2 3 4 5 6  Dernière sélection officielle pour le joueur.
2. 1 2 3 4 5  Première sélection officielle pour le joueur.

## Aspects socio-économiques

### Couverture médiatique
| Jour de diffusion | Match                         | Compétition          | Diffuseur francophone | Diffuseur néerlandophone |
| ----------------- | ----------------------------- | -------------------- | --------------------- | ------------------------ |
| 30 avril 1975     | Belgique - Pays-Bas           | Amical               | non diffusé           | non diffusé              |
| 6 septembre 1975  | Belgique - Islande            | Championnat d'Europe | non diffusé           | non diffusé              |
| 27 septembre 1975 | Belgique - Allemagne de l'Est | Championnat d'Europe | non diffusé           | non diffusé              |
| 15 novembre 1975  | France - Belgique             | Championnat d'Europe | RTB                   | BRT                      |

Source : Programme TV dans Gazet van Antwerpen.

## Sources

### Archives
1. ↑  (nl) « Concentra online archief », sur krantenarchief.concentra.be, Mediahuis.